# Пантелеймон (Рудик)
Архієпископ Пантелеймон (в миру Петро Стефанович Рудик; 16 червня 1898, Липівці, Перемишлянський повіт, Галичина, Австро-Угорщина — 2 жовтня 1968, Едмонтон, Канада) — єпископ Російської православної церкви, архієпископ Едмонтський та Канадський (1959—1968),  у 1946—1959 — єпископ РПЦЗ, у 1941—1946 — Архієпископ Львівський Української православної автономної церкви.

## Життєпис
Народився 16 червня 1898 в побожній галицької селянській родині в селі Липівці (нині Львівський район Львівській області).
1912 – у віці чотирнадцяти років перейшов австрійсько-російський кордон і прибув до Почаївської лаври, був прийнятий до числа вихованців із правом носіння підрясника. Навчався у початковій школі при лаврі. 
Під час наближення австро-російського фронту під час Першої світової війни у 1915, був евакуйований разом з братією до Успенської пустині, Харківської єпархії. На той час числився послушником. 
1920 – пострижений в чернецтво. 
1922 – закінчив повний курс Іночесько-Богословської школи при Почаївській лаврі у був рукопокладений в ієродиякона. 
21 липня 1922 – рукопокладений в ієромонаха. 
Після закінчення богословських клясів Волинської семінарії у Кременці, на початку 1925 був направлений до Православного богословського факультету Варшавського університету, який закінчив у 1928. 
1925 — настоятель Георгієвського храму у Львові. Одночасно був призначений благочинним декількох уній із галицьких приходів. На цей період займається місіонерською діяльністю серед греко-католиків.  
1929 – став настоятелем Загецького монастиря, що на Волині із зведенням в сан архімандрита. 
1933 — намісник Почаївської лаври. У 1934 відкриває в Лаврі шестимісячні курси богословської школи для іноків. 
27 березня 1941 – хіротонія в єпископа Львівського.  
Грудень 1941 – керував Київською єпархією російської церкви.  
У 1942 році сказав такі слова про автокефальну церкву: "Приїхало...до Києва двоє єпископів, Никанор і Ігор, котрих прислав луцький єпископ Полікарп, не маючи на те жодного права канонічного...". Далі владика пише, що ці два єпископи увійшли до молитовного єднання зі священиками ієрархічної висвяти митрополита Василя Липківського, і тому вірні Автономної Церкви не повинні приймати "самосвятських" єпископів, бо вони підлягають "відлученню від Православної Церкви та позбавлення сану".
25 вересня 1943 – під тиском німецької адміністрації змушений евакуюватися та емігрувати. 
Після від’їзду із Києва зупинився у Варшаві. 
Після закінчення Другої світової війни опинився у таборі для переміщених осіб у Німеччині. 
5 квітня 1946 на Архієрейському Соборі в Мюнхені архієпископа Пантелеймона прийнято до Зарубіжної Церкви зі збереженням сану. 
1947 – направлений на служіння до Аргентини як архієпископ Буенос-Айреський та Аргентинський. Однак невдовзі через конфлікт з Аргентинською владою залишив країну. 
У першій половині 1950 р. командирований до Ірану.
1951 – направлений до Тунісу керувати приходами Північної Африки. Призначення здійснилося без попереднього схвалення з Олександрійським патріархом Христофором ІІ, який заборонив сумісне служіння своїх кліриків із священиками РПЦЗ, що знаходилися у підпорядкуванні архієпископа Пантелеймона. Пантелеймону часто доводилося служити замісто священика через хворобу настоятеля.
1952 – переведений до Канади єпископом Західно-Канадським Едмонтонським. 
1954 – переміщений на Східно-Канадську та Монреальську катедру. 
1957 – почислений на покій
5 березня 1959 – перейшов до Російської православної церкви. 
8 серпня 1959 — архієпископ Едмонтонський та Канадський. 
1967 – здійснив паломництво до СССР. 
Помер 3 жовтня 1968 в Канаді. Похований на цвинтарі при храмі Різдва Богородиціу Реббіт Гілл (Канада). 